# Druvhinneinflammation
Druvhinneinflammation (uveit) betecknar inflammation i ögats druvhinna (uvea). Druvhinnan består av det mellersta skiktet i ögonklotet – regnbågshinnan (iris), ciliarkroppen (corpus ciliare) och åderhinnan (choroidea). 
Symptomen varierar beroende på vilken del av druvhinnan som inflammerats. Druvhinneinflammation kan uppstå spontant, men kan också vara symptom på bakomliggande sjukdomar och syndrom.
Vad gäller infektionssjukdomar som kan orsaka druvhinneinflammation kan nämnas tuberkulos, syfilis, Bangs sjukdom (brucellos), Weils sjukdom (leptospiros) och borrelia.